# SN 2003ea
SN 2003ea – supernowa odkryta 5 kwietnia 2003 roku w galaktyce A123712+6212. W momencie odkrycia miała maksymalną jasność 25,40m.